# Niedźwiedź (Hohe Tatra)
Niedźwiedź ist ein Berg im Massiv der Miedziane Grań in der polnischen Hohen Tatra in der Woiwodschaft Kleinpolen mit einer Höhe von 1812 m n.p.m.

## Lage und Umgebung
Unterhalb des Gipfels liegt das Fünfseental (Dolina Pięciu Stawów Polskich) im Westen. Der Niedźwiedź befindet sich im Westkamm des Massivs des Kupferbergs (Miedziane).

## Etymologie
Der Name Niedźwiedź bedeutet „Bär“, was daher rührt, dass an seinen Hängen Bären überwintern.

## Erstbesteigung
Der Aufstieg auf den Niedźwiedź ist recht einfach. Es ist daher davon auszugehen, dass er bereits spätestens seit dem 17. Jahrhundert von Hirten, Bergleuten und Wilderern bestiegen wurde.

## Tourismus
Auf dem Niedźwiedź führt kein markierter Wanderweg.
Am Fuße des Massivs befindet sich die Schutzhütte Schronisko PTTK w Dolinie Pięciu Stawów Polskich.

## Belege
- Zofia Radwańska-Paryska, Witold Henryk Paryski, Wielka encyklopedia tatrzańska, Poronin, Wyd. Górskie, 2004, ISBN 83-7104-009-1.
- Tatry Wysokie słowackie i polskie. Mapa turystyczna 1:25.000, Warszawa, 2005/06, Polkart, ISBN 83-87873-26-8.